# Goniothalamus laoticus
Goniothalamus laoticus är en kirimojaväxtart som först beskrevs av Achille Eugène Finet och François Gagnepain, och fick sitt nu gällande namn av Nguyên Tiên Bân. Goniothalamus laoticus ingår i släktet Goniothalamus och familjen kirimojaväxter. Inga underarter finns listade i Catalogue of Life.